# Ielena Ribàkina
Ielena Andréievna Ribàkina (en rus: Елена Андреевна Рыбакина; Moscou, 17 de juny de 1999) és una jugadora de tennis kazakh nascuda a Rússia El 2022 es va convertir en la primera kazakh a guanyar una final de Grand Slam (Wimbledon).
Ha guanyat tres títols individuals del circuit WTA, a més de quatre títols individuals i quatre de dobles al circuit ITF i té com a millor classificació històrica el lloc 12 aconseguit l'any 2022. Va començar a competir per Rússia però va canviar de federació al Kazakhstan el juny de 2018.

## Biografia
Va començar a practicar gimnàstica i patinatge sobre gel junt a la seva germana gran, però va canviar aquests esports pel tennis amb sis anys. Posteriorment va formar part del club de tennis de l'Spartak, a Moscou, per millorar el seu aprenentatge. Va seguir practicant en grup durant molts anys i no va ser fins a l'edat de júnior que no va tenir un entrenador personal.

## Torneigs de Grand Slam

### Individual: 2 (1−1)
| Resultat   | Núm. | Any  | Torneig          | Oponent         | Marcador      |
| ---------- | ---- | ---- | ---------------- | --------------- | ------------- |
| Guanyadora | 1.   | 2022 | Wimbledon        | Ons Jabeur      | 3−6, 6−2, 6−2 |
| Finalista  | 1.   | 2023 | Open d'Austràlia | Arina Sabalenka | 6−4, 3−6, 4−6 |

## Palmarès

### Individual: 19 (9−10)
| 2009 − 2020             | Després de 2021 |
| ----------------------- | --------------- |
| Grand Slam (1−1)        |                 |
| WTA Finals (0−0)        |                 |
| Premier Mandatory (0−0) | WTA 1000 (2−2)  |
| Premier 5 (0−0)         | WTA 1000 (2−2)  |
| Premier (0−2)           | WTA 500 (3−1)   |
| International (2−3)     | WTA 250 (1−1)   |

| Títols per superfície |
| --------------------- |
| Dura (4−9)            |
| Gespa (1−0)           |
| Terra batuda (4−1)    |

| Resultat   | Núm. | Data                   | Torneig                        | Superfície   | Oponent               | Marcador            |
| ---------- | ---- | ---------------------- | ------------------------------ | ------------ | --------------------- | ------------------- |
| Guanyadora | 1.   | 21 de juliol de 2019   | Bucarest, Romania              | Terra batuda | Patricia Maria Țig    | 6−2, 6−0            |
| Finalista  | 1.   | 15 de setembre de 2019 | Nanchang, Xina                 | Dura         | Rebecca Peterson      | 2−6, 0−6            |
| Finalista  | 2.   | 11 de gener de 2020    | Shenzhen, Xina                 | Dura         | Ekaterina Alexandrova | 2−6, 4−6            |
| Guanyadora | 2.   | 18 de gener de 2020    | Hobart, Austràlia              | Dura         | Zhang Shuai           | 7−6(7), 6−3         |
| Finalista  | 3.   | 16 de febrer de 2020   | Sant Petersburg, Rússia        | Dura (i)     | Kiki Bertens          | 1−6, 3−6            |
| Finalista  | 4.   | 22 de febrer de 2020   | Dubai, Emirats Àrabs Units     | Dura         | Simona Halep          | 6−3, 3−6, 6−7(5)    |
| Finalista  | 5.   | 26 de setembre de 2020 | Estrasburg, França             | Terra batuda | Elina Svitòlina       | 4−6, 6−1, 2−6       |
| Finalista  | 6.   | 9 de gener de 2022     | Adelaida, Austràlia            | Dura         | Ashleigh Barty        | 3−6, 2−6            |
| Guanyadora | 3.   | 10 de juliol de 2022   | Wimbledon, Regne Unit          | Gespa        | Ons Jabeur            | 3−6, 6−2, 6−2       |
| Finalista  | 7.   | 18 de setembre de 2022 | Portorož, Eslovènia            | Dura         | Kateřina Siniaková    | 7−6(4), 6−7(5), 4−6 |
| Finalista  | 8.   | 28 de gener de 2023    | Open d'Austràlia, Austràlia    | Dura         | Arina Sabalenka       | 6−4, 3−6, 4−6       |
| Guanyadora | 4.   | 19 de març de 2023     | Indian Wells, Estats Units     | Dura         | Arina Sabalenka       | 7−6(11), 6−4        |
| Finalista  | 9.   | 1 d'abril de 2023      | Miami, Estats Units            | Dura         | Petra Kvitová         | 6−7(14), 2−6        |
| Guanyadora | 5.   | 20 de maig de 2023     | Roma, Itàlia                   | Terra batuda | Anhelina Kalinina     | 6−4, 1−0, retirada  |
| Guanyadora | 6.   | 7 de gener de 2024     | Brisbane, Austràlia            | Dura         | Arina Sabalenka       | 6−0, 6−3            |
| Guanyadora | 7.   | 11 de febrer de 2024   | Abu Dhabi, Emirats Àrabs Units | Dura         | Dària Kassàtkina      | 6−1, 6−4            |
| Finalista  | 10.  | 30 de març de 2024     | Miami (2)                      | Dura         | Danielle Collins      | 5−7, 3−6            |
| Guanyadora | 8.   | 21 d'abril de 2024     | Stuttgart, Alemanya            | Terra batuda | Marta Kostyuk         | 6−2, 6−2            |
| Guanyadora | 9.   | 24 de maig de 2025     | Estrasburg, França             | Terra batuda | Liudmila Samsonova    | 6−1, 6−7(2), 6−1    |

### Dobles femenins: 2 (0−2)
| Llegenda         |
| ---------------- |
| Grand Slam (0−0) |
| WTA Finals (0−0) |
| WTA 1000 (0−1)   |
| WTA 500 (0−1)    |
| WTA 250 (0−0)    |

| Títols per superfície |
| --------------------- |
| Dura (0−2)            |
| Gespa (0−0)           |
| Terra batuda (0−0)    |

| Resultat  | Núm. | Data                 | Torneig                    | Superfície | Parella                   | Oponents                      | Marcador    |
| --------- | ---- | -------------------- | -------------------------- | ---------- | ------------------------- | ----------------------------- | ----------- |
| Finalista | 1.   | 16 d'octubre de 2021 | Indian Wells, Estats Units | Dura       | Veronika Kudermétova      | Hsieh Su-wei Elise Mertens    | 6−7(1), 3−6 |
| Finalista | 2.   | 14 de gener de 2023  | Adelaida, Austràlia        | Dura       | Anastassia Pavliutxénkova | Luisa Stefani Taylor Townsend | 5−7, 6−7(3) |

### Circuit ITF

#### Individual: 9 (4−5)
| Circuit ITF             |
| ----------------------- |
| Torneigs 100.000$ (0−0) |
| Torneigs 75.000$ (0−0)  |
| Torneigs 50.000$ (1−1)  |
| Torneigs 25.000$ (2−2)  |
| Torneigs 15.000$ (1−0)  |
| Torneigs 10.000$ (0−2)  |

| Títols per superfície |
| --------------------- |
| Dura (4−4)            |
| Gespa (0−0)           |
| Terra batuda (0−1)    |

| Resultat   | Núm. | Data                | Torneig               | Superfície   | Oponent             | Marcador           |
| ---------- | ---- | ------------------- | --------------------- | ------------ | ------------------- | ------------------ |
| Finalista  | 1.   | novembre de 2015    | Antalya, Turquia      | Terra batuda | Ekaterine Gorgodze  | 5−7, 7−6(3), 3−6   |
| Finalista  | 2.   | novembre de 2016    | Hèlsinki, Finlàndia   | Dura (i)     | Karen Barritza      | 3−6, 4−6           |
| Finalista  | 3.   | juny de 2017        | Fergana, Uzbekistan   | Dura         | Sabina Sharipova    | 4−6, 6−7(5)        |
| Guanyadora | 1.   | 17 de març de 2018  | Kazan, Rússia         | Dura (i)     | Daria Nazarkina     | 6−4, 7−6(5)        |
| Finalista  | 4.   | abril de 2018       | Istanbul, Turquia     | Dura         | Sabina Sharipova    | 6−7(0), 4−6        |
| Finalista  | 5.   | gener de 2019       | Playford, Austràlia   | Dura         | Anna Kalinskaya     | 4−6, 4−6           |
| Guanyadora | 2.   | 3 de febrer de 2019 | Launceston, Austràlia | Dura         | Irina Khromacheva   | 7−5, 3−3, retirada |
| Guanyadora | 3.   | 3 de març de 2019   | Moscou, Rússia        | Dura (i)     | Ganna Poznikhirenko | 7−5, 6−0           |
| Guanyadora | 4.   | 17 de març de 2019  | Kazan (2)             | Dura (i)     | Urszula Radwańska   | 6−2, 6−3           |

#### Dobles femenins: 4 (4−0)
| Circuit ITF             |
| ----------------------- |
| Torneigs 100.000$ (0−0) |
| Torneigs 75.000$ (0−0)  |
| Torneigs 50.000$ (0−0)  |
| Torneigs 25.000$ (1−0)  |
| Torneigs 15.000$ (3−0)  |
| Torneigs 10.000$ (0−0)  |

| Títols per superfície |
| --------------------- |
| Dura (3−0)            |
| Gespa (0−0)           |
| Terra batuda (1−0)    |

| Resultat   | Núm. | Data               | Torneig           | Superfície   | Parella              | Oponents                          | Marcador         |
| ---------- | ---- | ------------------ | ----------------- | ------------ | -------------------- | --------------------------------- | ---------------- |
| Guanyadora | 1.   | 1 d'abril de 2017  | Istanbul, Turquia | Dura (i)     | Iekaterina Kazionova | Eleni Daniïlidu Vlada Ekshibarova | 6−1, 6−3         |
| Guanyadora | 2.   | 6 de maig de 2017  | Antalya, Turquia  | Terra batuda | Amina Anshba         | Daria Nazarkina Anna Ukolova      | 7−5, 4−6, [10−8] |
| Guanyadora | 3.   | 16 de març de 2018 | Kazan, Rússia     | Dura (i)     | Aliona Fomina        | Anastàsia Frolova Ksenia Lykina   | 6−4, 1−6, [10−6] |
| Guanyadora | 4.   | 3 de març de 2019  | Moscou, Rússia    | Dura (i)     | Sofiya Lansere       | Ganna Poznikhirenko Vivian Heisen | 1−6, 6−3, [10−4] |

## Trajectòria

### Individual
| Open d'Austràlia | A           | A           | Q1          | 3R          | 2R    | 2R    | F  | 2R | 0 / 5    | 11 – 5   |
| Roland Garros | A           | A           | 1R          | 2R          | QF    | 3R    | 3R | QF | 0 / 6    | 13 – 5   |
| Wimbledon | A           | A           | Q3          | NC          | 4R    | G     | QF |    | 1 / 3    | 14 – 2   |
| US Open | A           | Q2          | 1R          | 2R          | 3R    | 1R    | 3R |    | 0 / 5    | 5 – 5    |
| Jocs Olímpics | No celebrat | No celebrat | No celebrat | No celebrat | 4a    | NC    | NC |    | 0 / 1    | 4 – 2    |
| WTA Finals | A           | A           | A           | NC          | A     | A     | RR |    | 0 / 1    | 1 – 2    |
| Total Victòries−Derrotes | 0−1         | 3−2         | 23−10       | 29−10       | 33−22 | 40−20 |    |    | 128 – 66 | 128 – 66 |
| Rànquing a final d'any | 425         | 191         | 37          | 19          | 14    |       |    |    |          |          |
| Llegenda: G: Guanyadora; F: Finalista; SF: Semifinalista; QF: Quarts de final; Q: Qualificació; A: Absent; RR: Round Robin; |             |             |             |             |       |       |    |    |          |          |

### Dobles femenins
| Open d'Austràlia | A   | A   | A   | 2R  | 1R    | A  | 3R | 0 / 3   | 3 – 3   |
| Roland Garros | A   | A   | A   | 1R  | QF    | 1R |    | 0 / 3   | 3 – 3   |
| Wimbledon | A   | A   | A   | NC  | 1R    | A  |    | 0 / 1   | 0 – 1   |
| US Open | A   | A   | 1R  | A   | A     | A  |    | 0 / 4   | 3 – 4   |
| Total Victòries−Derrotes | 0−1 | 0−3 | 0−2 | 1−5 | 11−10 |    |    | 13 – 28 | 13 – 28 |
| Rànquing a final d'any | 682 | 484 | 516 | 363 | 49    |    |    |         |         |
| Llegenda: G: Guanyadora; F: Finalista; SF: Semifinalista; QF: Quarts de final; Q: Qualificació; A: Absent; RR: Round Robin; |     |     |     |     |       |    |    |         |         |